# Obriminae
Az Obriminae a rovarok (Insecta) osztályának a botsáskák (Phasmatodea) rendjéhez, ezen belül a Heteropterygidae családjához tartozó alcsalád.

## Rendszerezés
Az alcsaládba az alábbi nemzetségek, nemek és fajok tartoznak:
- Eubulidini Zompro, 2004
  - Eubulides
  - Heterocopus
  - Hoploclonia
  - Ilocano
  - Pterobrimus
  - Stenobrimus
  - Theramenes
  - Tisamenus
- Miroceramiini Zompro, 2004
  - Mearnsiana
    - Mearnsiana bullosa

  - Miroceramia
    - Miroceramia westwoodii - szinonimája: Miroceramia pterobrimus
- Obrimini Brunner von Wattenwyl 1893
  - Aretaon
    - Aretaon asperrimus - szinonimák: Obrimus asperrimus, Obrimus muscosus, Aretaeon muscosus

  - Brasidas
  - Euobrimus
  - Hennobrimus
    - Hennobrimus hennemanni

  - Obrimus
  - Sungaya
    - Sungaya inexpectata

  - Trachyaretaon